# Sierra de Arro

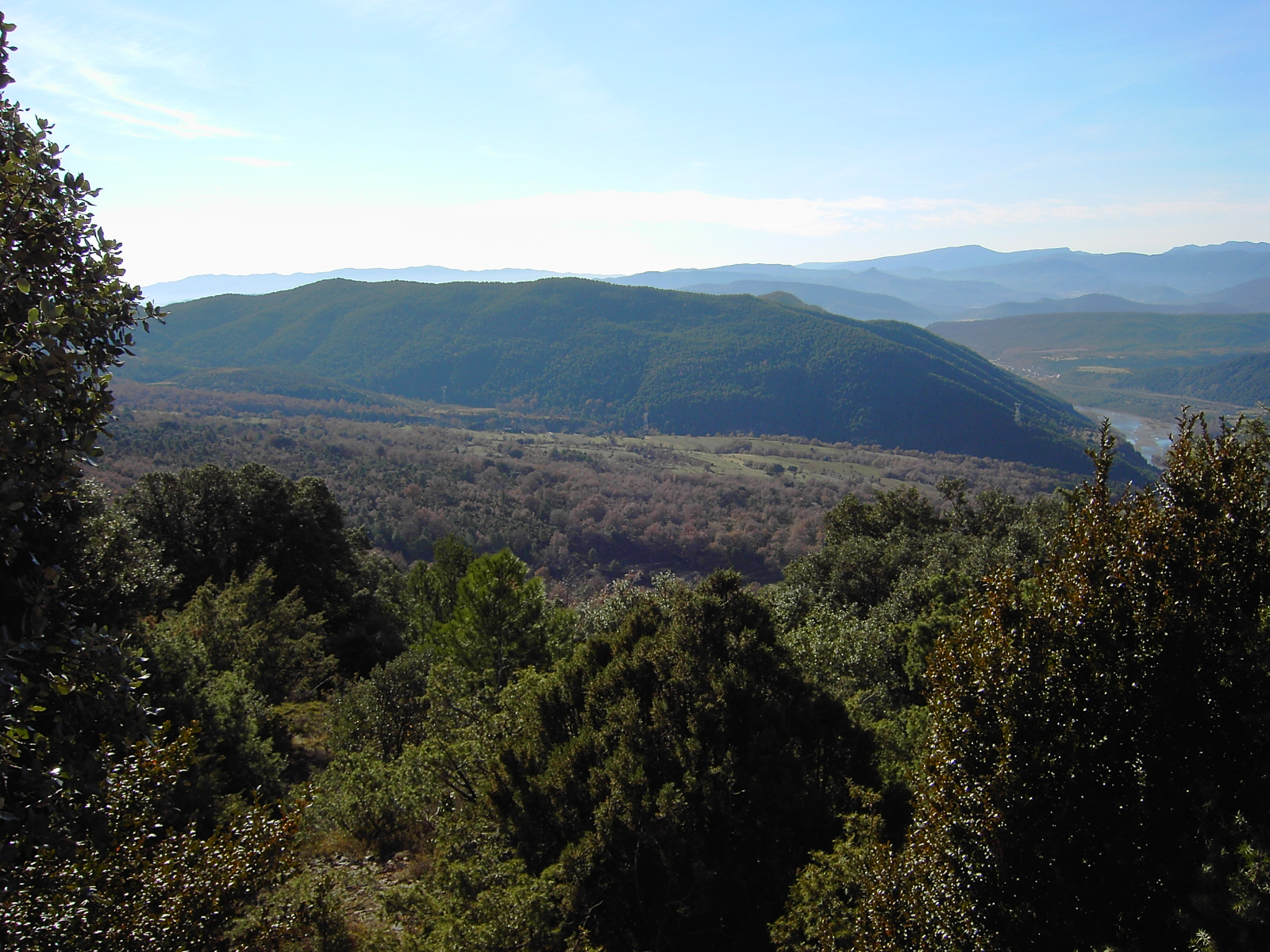
la sierra d'Arro en el centro de la imagen, vista desde el lado norte, de las faldas de la Peña Montañesa.

La sierra de Arro es un pequeño serrado que cruza el municipio de El Pueyo de Araguás desde el valle del Cinca hacia el barranco del Plano la parte de Arro, en dirección este-oeste. Sobrepasa escasamente los 1.000 m s. n. m. en su parte más oriental, en el tozal de Santa Catalina (donde se alza la ermita homónima).
Separa al norte las localidades del Bajo Peñas y la Collada de Bajo Peñas (Araguás, Torrelisa, Los Molinos...) del plano de El Pueyo de Araguás. Antigament, en su centro había un núcleo habitado: La Caixigosa, hoy en día despoblado. 
El monte de Araguás (858 m s. n. m.) impone al oeste su fisionomía hasta el nivel del río Cinca, que circula a sus pies. La parte medianera del serrado tiene un pequeño tozal más alto (938 m de altitud), mientras que por su límite este, el tozal de Santa Catalina se enfila a lo alto hasta los 1047 m. Por esa parte, la vertiente de Almozaras baja hacia la población de Arro, ya en el término municipal de La Fueva. 
El límite meridional del serrado se dibuja como una altiplanicie, que manda el lugar de El Pueyo de Araguás, que poco a poco, baja hacia el Cinca por Aínsa.
- Datos: Q5861922